# Loes Luca
Loes Luca, de son vrai nom Louise Diana Wilhelmina Catharina Luca, née le  18 octobre 1953 à Rotterdam, est une actrice néerlandaise.

## Carrière
Elle est la mère de la réalisatrice Nina Gantz (nl).

## Filmographie

### Partielles
- 1981 : The Girl with the Red Hair de Ben Verbong : An[3]
- 1986 : Abel de Alex van Warmerdam : Christine[4]
- 1992 : Les Habitants de Alex van Warmerdam : Fat Willy's Mother[5]
- 1996 : La Robe, et l'effet qu'elle produit sur les femmes qui la portent et les hommes qui la regardent de Alex van Warmerdam[6]
- 2001 : Miaou ! de Vincent Bal : Tanje Moortje[7]
- 2002 : Yes Nurse! No Nurse! de Pieter Kramer : Zuster Klivia[8]
- 2005 : Lepel de Willem van de Sande Bakhuyzen[9]
- 2011 : Vipers Nest de  Will Koopman[10]
- 2016 : Deadweight de Axel Koenzen : Waitress[11]
- 2016 : De Prinses op de Erwt: Een Modern Sprookje de Will Koopman : Koningin Aurelia van Luxenstein[12]
- 2016 : Family Weekend de Pieter van Rijn : Zuster[13]
- 2018 : Picture Perfect de Jeroen Houben[14]